# Team Dalakraft
Team Dalakraft (F.d. Gasarna Speedway) eller Avesta SK är en speedwayklubb i Avesta. Klubben bildades år 2000 som en utvecklingsklubb (farmarklubb) till Masarna för unga förare i Avesta.
Under 2008 tävlar klubben i Division 1.
Team Dalakrafts hemmabana heter Arena Avesta och ligger vid Brovallen söder om Avesta. 
Banlängden är på 315 meter. Den har 60 m raksträckor, en kurvradie på 30 m och en kurvbredd på 15,5 m.